# La Eterna Juventud
Albums de CardiaC
Levantando a los Muertos
(2006)
La Eterna Juventud est le deuxième album studio du groupe de metalcore et thrash metal suisse CardiaC. Il est sorti le 5 décembre 2009 sous les labels indépendants Putos Records et Kaiowas Records ( Roadrunner Espagne) et distribué par Irascible Distribution en Suisse et dans le monde par Divucsa. Il sortira plus tard en Espagne, au printemps 2010 (date encore inconnue, distribution par Warner), et à une autre date inconnue pour le reste du monde.
Une vidéo a été tournée pour le titre La Fuerza del Corazón en 2009. En 2011 est sorti le deuxième clip tiré de l'album pour le morceau Tierra Trágame.

## Liste des morceaux
1. La Fuerza del Corazón - 3:08
2. La Ley del Karma - 2:55
3. Partida de Poker - 3:11
4. De Fiesta con Pulp68 - 2:57
5. Dispuesto a Saltar - 5:09
6. Tierra Trágame - 3:14
7. El Síndicato del Crimen - 2:19
8. Vuelo por el cielo con la Bicicleta - 2:55
9. Latinos Unidos - 4:10
10. Invade Retro - 3:26
11. Arriba - 8:56